# Novi Mir (Simferòpol)
|  | Per a altres significats, vegeu «Novi Mir». |

Novi Mir (en (ucraïnès): Новий Мир, en rus: Новый Мир) és un poble de la República Autònoma de Crimea a Ucraïna, que el 2014 tenia 421 habitants. Pertany al districte de Simferòpol.